# Austrijska košarkaška reprezentacija
Austrijska košarkaška reprezentacija predstavlja Austriju na međunarodnim natjecanjima. Krovna organizacija pod kojom djeluje je Austrijski košarkaški savez.
Članicom je FIBA-e od 1934. godine.
Glavni dres austrijske reprezentacije bijele je boje, a pričuvni crvene.
Reprezentacija se natječe u drugom jakosnom razredu europske košarke.

## Vanjske poveznice
- (njemački) Službene stranice
- (engleski) Eurobasket
- (engleski) FIBA  Arhivirana inačica izvorne stranice od 6. prosinca 2009. (Wayback Machine)